# Водородна енергетика
Водородната икономика и водородна енергетика е отрасъл на енергетиката, основан на използването на водорода като средство за акумулиране, транспортиране, производство и потребление на енергия. Водородът е избран, тъй като е най-разпространеният елемент на повърхността на земята и в космоса, неговата топлина на изгаряне е най-висока, а продуктът от изгарянето му с кислород е вода (която отново влиза в кръговрата на водородната енергетика). Водородната енергетика се отнася към алтернативната енергетика.
Световната структура на производството на водород е разпределена в три основни източника: 18% се падат на преработката на въглища, 4% се осигуряват от „зелен“ водород, получаван посредством възобновяеми източници на енергия, главно чрез електролиза на водата. Накрая, преобладаващият обем – а това са 78% – идва от преработката на природен газ и нефт.

## Производство на водород
Понастоящем икономически най-изгодно се счита производството на водород от изкопаеми горива. Намаляването на въглеродните емисии в производствените отрасли може да бъде постигнато чрез използване на водород, произведен чрез нисковъглеродни технологии, като за това може да се прилагат технологии за улавяне и съхранение на въглеродния диоксид, както и електролиза на водата, предимно с енергия от ядрени, хидро-, вятърни и слънчеви енергийни съоръжения.
„Цветната“ градация на водорода зависи от начина на неговото получаване и от въглеродната следа, т.е. от количеството вредни емисии:
- „зелен“ – ако е произведен с помощта на енергия от възобновяеми източници на енергия, по метода на електролиза на водата, се счита за най-чист;
- „син“ – произведен от природен газ; в този случай въглеродният диоксид се събира в специални хранилища;
- „жълт“ – произведен при помощта на атомна енергия.
- „сив“ – при неговото производство вредните емисии се отделят в атмосферата.

Себестойността на „зеления“ водород е около 10 долара за килограм (което се смята за абсолютно нерентабилно); „синият“ и „жълтият“ водород са няколко пъти по-евтини от „зеления“ – около 2 долара за килограм.
Днес съществуват множество методи за индустриално производство на водород: разработени са технологии за производство на водород от боклук, етанол, металургична шлака, биомаса и други технологии.

### Парна конверсия на природен газ/метан
Парна конверсия на природен газ (метан) – в днешно време по този метод се произвежда примерно 90 – 95 % от всичкия водород. Водна пара при температура 700 – 1000 °C се смесва с метана под налягане в присъствието на катализатор. Себестойността на процеса е $2 – 5 за килограм водород.

### Газификация на въглища
Това е най-старият начин за получаване на водород. Въглищата се нагряват с водна пара при температура 800 – 1300 °C без достъп на въздух.
Първият газгенератор е построен във Великобритания през 40-те години на XIX век. Себестойност на процеса: 2 – 2,5 долара за килограм водород.

### Използвайки атомна енергия
Използването на атомна енергия за производство на водород е възможно чрез различни процеси: химични, електролиза на водата, високотемпературна електролиза. Себестойност на процеса: $2,33 за килограм водород.

### Електролиза на вода
{\displaystyle {\ce {2H2O->[+E]2H2 +O2}}}
Обратната реакция става в горивните клетки. Себестойност на процеса: $6 – 7 за килограм водород.

### Водород от биомаса
Водород от биомаса се получава чрез термохимичен или биохимичен начин. При термохимичния метод биомасата се нагрява без кислород до температура 500 – 800 °C (за дървесни отпадъци), което е много по-ниско от температурата при процеса на газификация на въглищата. В резултат на процеса се освобождават Н2, СО и СН4.
Себестойност на процеса: $5 – 7 за килограм водород.
В биохимичния процес на фиксация на азота водородът изработва различни бактерии, например, Rodobacter speriodes.

## Цветови кодове
Водородът често е означаван в цветови схеми, които да индикират състоянието му (физично и химично), произход и приложение. Употребата на цветовите схеми е нестандартизирана.
| Цвят                |       | Източник                                                                   | Бележки                                                                                      | Източници |
| ------------------- | ----- | -------------------------------------------------------------------------- | -------------------------------------------------------------------------------------------- | --------- |
| тревисто зелен      | Зелен | възобновяема енергия и електроенергия                                      | чрез компютърно контролирана електролиза на вода                                             | [ 6 ]     |
| морски тюркоазен    | Син   | втечнен неназемен хидроген в бяла среда                                    | -                                                                                            | [ 6 ]     |
| светло морско синьо | Син   | относително състояние на съхранение на водород, вж. физика на повърностите | при съхранение на водород                                                                    | [ 6 ]     |
| сиво                | Сив   | свръх чисти метали, особено стомана                                        | специални свръхнови технологии (без „металургия“) (вж. Hydrogen technology security testing) |           |
| лилав               | Лилав | неотносително съхранение на водород                                        | без електролиза на вода                                                                      | [ 6 ]     |
| бял                 | Бял   | английски медицински                                                       | възникнващ в природата водород                                                               | [ 8 ]     |